# Sedum actinocarpum
Sedum actinocarpum là một loài thực vật có hoa trong họ Crassulaceae. Loài này được Yamam. miêu tả khoa học đầu tiên năm 1926.